# Усть-Абаканский район
Усть-Абака́нский райо́н (хак. Ағбан пилтірі аймағы) — административно-территориальная единица и муниципальное образование (муниципальный район) в составе Республики Хакасия Российской Федерации.
Административный центр — посёлок городского типа Усть-Абакан.

## География
Площадь района 7520 км². Расположен в центральной части Республики Хакасия, пересекая её с востока на запад. Характерной чертой района является горный рельеф, образованный Кузнецким Алатау, Батенёвским кряжем, Азыртальским и Косинским хребтами, которые в восточной части переходят в холмисто-равнинные Уйбатскую, Карасугскую и Абаканскую степи. Наивысшие отметки имеют горы: Старая крепость 2217 м, Верхний Зуб 2178 м, Молния 2136 м, Карлыган 1747 м, Хазыр-Тырен 1595 м. Самая низшая отметка (243 м) в посёлке Усть-Абакан на берегу Енисея.
В недрах района залегают значительные запасы каменного угля. Имеются признаки нефтеносности. Из рудных ископаемых встречаются молибден, железо, свинец, цинк, медь, вольфрам, золото, фосфориты, гипс и др.
К крупным рекам относятся Абакан и Енисей, которые на бо́льшей части района представлены Красноярским водохранилищем. Малых рек более 22, с общей протяженностью 771 км (Ине́й, впадающая в Харатас, Большой Улень впадающий в Улень, Ниня, Уйбат и др.). Озёр в степи более 45, в горах около 30. Степные озёра большей частью минерализованы и обладают бальнеологическими свойствами. Наибольшую лечебную ценность представляют минеральные воды и грязи озера Улуг-Коль и месторождение целебных радоновых вод, открытое на берегах озера Дикого.
На территории района достаточно отчётливо выражены степной, лесостепной, подтаёжный, горнотаёжный и высокогорный пояса. Здесь можно увидеть различные варианты степей: от опустыненных до луговых, берёзовые и лиственничные перелески и колки, светлохвойную и темнохвойную тайгу с пионами, жарками, сибирским кедром, глухарями, маралами и медведями, а также тундру с белыми куропатками и северным оленем.
Обилие флоры и фауны — неиссякаемая кладовая для народной медицины, охотников и рыболовов. Маралий и золотой корень, бадан, брусника, хариус, ленок, журавли, лебеди, соболь и марал — ценнейший природный фонд Республики Хакасия. Для сохранения природных богатств организованы Караташско-Инейский комплексный зоологический (охотничий) заказник и участки степного заповедника «Чазы» («Хол-Багаз» и «Камызякская степь с озером Улуг-Коль»).

## История
В январе 1924 года в соответствии с постановлением Президиума ВЦИК от 14.11.1923 г. был образован Хакасский уезд. В феврале 1924 года в ходе работ по экономическому районированию Таштыпская и Сейская волости были объединены в Таштыпский район, а Знаменская, Синявинская и Усть-Абаканская волость в Чарковский район. Вновь образованные районы были включены в состав Хакасского уезда 25 мая 1925 года В связи с образованием Сибирского края Хакасский уезд был преобразован в Хакасский округ в составе Таштыпского, Аскизского, Чарковского и Чебаковского районов, 22 октября 1925 был разукрупнён и разделён на Чарковский, в составе которого было 15 сельсоветов с центром в улусе Маркове, и Боградский с центром в с. Сухая Тесь. 30 октября 1930 года Президиум ВЦИК принял постановление о переносе центра Чарковского района из улуса Чаркова в село Усть-Абаканское с переименованием района в Усть-Абаканский.
5 января 1944 года часть территории Усть-Абаканского района была передана в новый Алтайский район.

## Население
| 1959    | 1970    | 1979    | 1989    | 2002    | 2003    | 2004    | 2005    | 2006    |
| ------- | ------- | ------- | ------- | ------- | ------- | ------- | ------- | ------- |
| 51 216  | ↗55 036 | ↘53 827 | ↗56 733 | ↘52 694 | ↘39 300 | ↘38 400 | →38 400 | →38 400 |
| 2007    | 2008    | 2009    | 2010    | 2011    | 2012    | 2013    | 2014    | 2015    |
| ↘38 300 | ↗39 000 | ↗40 956 | ↘39 397 | ↗39 500 | ↗39 916 | ↗40 601 | ↗40 904 | ↗41 299 |
| 2016    | 2017    | 2018    | 2019    | 2020    | 2021    |         |         |         |
| ↗41 643 | ↗41 803 | ↘41 719 | ↘41 681 | ↘41 375 | ↗47 971 |         |         |         |

### Урбанизация
В городских условиях (пгт Усть-Абакан) проживают 29,62 % населения района.

### Занятость
Население в трудоспособном возрасте: 24,0 тыс. чел. Уровень занятости 58,3 % от численности населения в трудоспособном возрасте.

### Национальный состав
Русские (83,6 %), хакасы (7,2 %), чуваши (2,1 %), немцы (1,4 %) и др.

## Административное деление
Усть-Абаканский район как административно-территориальная единица включает 1 посёлок городского типа (поссовет) и 12 сельсоветов.
В состав одноимённого муниципального района входят 13 муниципальных образований, в том числе 1 городское поселение и 12 сельских поселений:
| №        | Муниципальное образование    | Административный центр | Количество населённых пунктов | Население (чел.) | Площадь (км²) |
| -------- | ---------------------------- | ---------------------- | ----------------------------- | ---------------- | ------------- |
| 1e-06    | Городское поселение:         |                        |                               |                  |               |
| 1        | Усть-Абаканский поссовет     | пгт Усть-Абакан        | 1                             | ↘14 210          | 35,69         |
| 1.000002 | Сельские поселения:          |                        |                               |                  |               |
| 2        | Вершино-Биджинский сельсовет | село Вершино-Биджа     | 2                             | ↗1160            | 79,01         |
| 3        | Весенненский сельсовет       | село Весеннее          | 4                             | ↗724             | 170,00        |
| 4        | Доможаковский сельсовет      | аал Доможаков          | 6                             | ↘1241            | 86,00         |
| 5        | Калининский сельсовет        | село Калинино          | 2                             | ↗13 938          | 46,81         |
| 6        | Московский сельсовет         | село Московское        | 3                             | ↗1505            | 500,13        |
| 7        | Опытненский сельсовет        | село Зелёное           | 2                             | ↗1896            | 4,99          |
| 8        | Райковский сельсовет         | аал Райков             | 5                             | ↘1846            | 198,00        |
| 9        | Расцветовский сельсовет      | посёлок Расцвет        | 2                             | ↗3860            | 20,10         |
| 10       | Сапоговский сельсовет        | аал Сапогов            | 3                             | ↘2363            | 31,23         |
| 11       | Солнечный сельсовет          | село Солнечное         | 3                             | ↘1734            | 516,70        |
| 12       | Усть-Бюрский сельсовет       | село Усть-Бюр          | 1                             | ↘1857            | 2688,80       |
| 13       | Чарковский сельсовет         | аал Чарков             | 5                             | ↗1637            | 91,64         |

### Населённые пункты
В Усть-Абаканском районе 38 населённых пунктов.
| №  | Населённый пункт     | Тип     | Население | Муниципальное образование    |
| -- | -------------------- | ------- | --------- | ---------------------------- |
| 1  | Ах-хол               | аал     | ↘104      | Чарковский сельсовет         |
| 2  | Баинов               | аал     | ↘126      | Райковский сельсовет         |
| 3  | Бейка                | аал     | ↘32       | Чарковский сельсовет         |
| 4  | Вершино-Биджа        | село    | ↘1088     | Вершино-Биджинский сельсовет |
| 5  | Весеннее             | село    | ↘725      | Весенненский сельсовет       |
| 6  | Доможаков            | аал     | ↗1069     | Доможаковский сельсовет      |
| 7  | Заря                 | деревня | ↘59       | Опытненский сельсовет        |
| 8  | Зелёное              | село    | ↗1499     | Опытненский сельсовет        |
| 9  | Калинино             | село    | ↗6867     | Калининский сельсовет        |
| 10 | Камызяк              | деревня | ↘11       | Весенненский сельсовет       |
| 11 | Камышовая            | деревня | ↘8        | Весенненский сельсовет       |
| 12 | Капчалы              | деревня | ↘144      | Весенненский сельсовет       |
| 13 | Кирба                | посёлок | ↗20       | Доможаковский сельсовет      |
| 14 | Ковыльная            | деревня | ↘161      | Московский сельсовет         |
| 15 | Красноозёрное        | село    | ↘600      | Солнечный сельсовет          |
| 16 | Курганная            | деревня | →338      | Солнечный сельсовет          |
| 17 | Майский              | посёлок | ↘20       | Чарковский сельсовет         |
| 18 | Московское           | село    | ↘1113     | Московский сельсовет         |
| 19 | Мохов                | аал     | ↘153      | Московский сельсовет         |
| 20 | Оросительный         | посёлок | ↘171      | Доможаковский сельсовет      |
| 21 | Посёлок имени Ильича | посёлок | ↗143      | Доможаковский сельсовет      |
| 22 | Райков               | аал     | ↗1554     | Райковский сельсовет         |
| 23 | Расцвет              | посёлок | ↗1400     | Расцветовский сельсовет      |
| 24 | Салбык               | деревня | ↗48       | Вершино-Биджинский сельсовет |
| 25 | Сапогов              | аал     | ↗1289     | Сапоговский сельсовет        |
| 26 | Солнечное            | село    | ↗1112     | Солнечный сельсовет          |
| 27 | Ташеба               | посёлок | ↗944      | Сапоговский сельсовет        |
| 28 | Тепличный            | посёлок | ↗1601     | Расцветовский сельсовет      |
| 29 | Тигей                | посёлок | ↗91       | Райковский сельсовет         |
| 30 | Трояков              | аал     | ↘21       | Доможаковский сельсовет      |
| 31 | Тутатчиков           | аал     | ↘125      | Доможаковский сельсовет      |
| 32 | Уйбат                | посёлок | ↘69       | Чарковский сельсовет         |
| 33 | Усть-Абакан          | пгт     | ↘14 210   | Усть-Абаканский поссовет     |
| 34 | Усть-Бюр             | село    | ↘1857     | Усть-Бюрский сельсовет       |
| 35 | Хоных                | посёлок | ↗175      | Райковский сельсовет         |
| 36 | Чапаево              | деревня | ↗7071     | Калининский сельсовет        |
| 37 | Чарков               | аал     | ↘1129     | Чарковский сельсовет         |
| 38 | Шурышев              | аал     | ↘77       | Райковский сельсовет         |

Упразднённые населённые пункты
- 2025 год — посёлок Сахарный.

## Экономика и социальная инфраструктура
Крупные предприятия: кирпичный завод ООО «Усть-Абаканское», золотодобывающая компания «Золотая звезда», АО «Уйбатский леспромхоз», закрытое АО «Усть-Абаканский» (овощи), АО «Птицевод» (производство яиц и диетического мяса). Удельный вес района в общереспубликанских основных показателях сельского хозяйства (2002) составил: по производству мяса 7,2 %, производству молока 14,5 %, поголовью крупного рогатого скота 13,8 %, посевной площади сельскохозяйственных культур 10,5 %.
В районе 29 школ, вечерняя школа, 15 дошкольных учреждений, профессиональное училище, детски дом, Чарковская школа-интернат, коррекционная школа-интернат, дом детского творчества. .Здравоохранение представлено 5 больницами, 4 амбулаториями, 19 фельдшерско-акушерскими пунктами, двумя профилакториями («Ёлочка», «Горняк») и санаторием федерального значения «Туманный».
В п. Зелёном расположен НИИ аграрных проблем Хакасии, созданный в 1991 году на базе Хакасской государственной сельскохозяйственной опытной станции, открытой в селе Зелёном в 1932 году. Она выполняет фундаментальные и приоритетные прикладные исследования в области земледелия, комплексной мелиорации, селекции и семеноводства и др. Гордостью института является Хакасский ботанический сад, где собрано более 800 видов растений.
В районе множество историко-археологических памятников различных культур. Наиболее уникальной является «Долина царей», в которой сосредоточены несколько десятков вождевых (царских) и сотни родовых курганов. Наиболее известным является Салбыкский курган.
В районе 28 сельских домов культуры и 7 клубов, детская музыкальная школа, 28 библиотек. Ежегодно проводятся национальные праздники «Чир Ине» (аал Доможаков), День тюркской письменности и культуры (аал Чарков), Кыштымовские чтения (с. Московское), Майнашевские чтения (д. Ах-хол). В пгт. Усть-Абакан возведён мемориал памяти погибших воинов-земляков в годы Великой Отечественной войны. Издаётся общественно-политическая газета «Усть-Абаканские известия».